# گمینا چرنگخوو (استان لهستان کوچک‌تر)
گمینا چرنگخوو (استان لهستان کوچک‌تر) (به لهستانی:  Gmina Czernichów) یک گمینا در لهستان است که در شهرستان کراکوف واقع شده‌است. گمینا چرنگخوو ۸۳٫۸ کیلومتر مربع مساحت و ۱۲٬۸۵۱ نفر جمعیت دارد.